# كلاوس سيمون
كلاوس سيمون (بالألمانية: Klaus Simon) هو موزع وعازف بيانو ألماني، ولد في 19 أبريل 1968 في أوبرلنغن في ألمانيا.

## وصلات خارجية
- كلاوس سيمون على موقع ميوزك برينز (الإنجليزية)
- كلاوس سيمون على موقع أول ميوزيك (الإنجليزية)
- كلاوس سيمون على موقع ديسكوغز (الإنجليزية)